# 太子城村

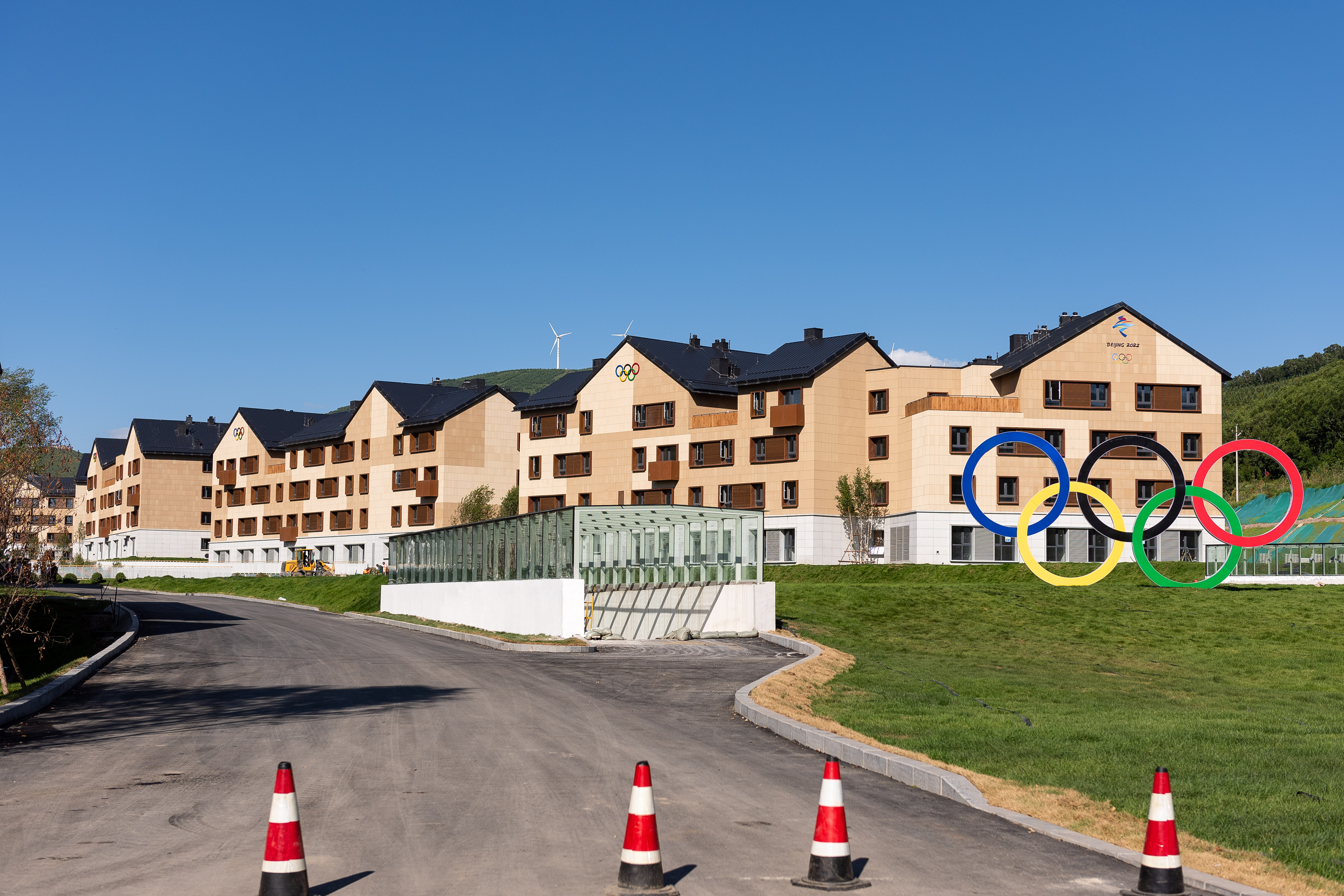
太子城村に建設された張家口冬季オリンピック村

太子城村 (たいしじょうむら）は、中国河北省張家口市崇礼区にある村で、もともとスキー場がいくつかあった。2022年北京冬季オリンピックと2022年北京冬季パラリンピックのスキー競技場・小規模オリンピック村が2017年5月17日から建設開始された。
この建設中に、金王朝の宮殿跡（zh:太子城遗址）が発見されて、これは金朝の第6代皇帝・章宗の夏の宮殿と見なされている。

## 交通
北京北駅から高速鉄道で50分。
- 太子城駅（京張都市間鉄道（崇礼支線））

## 参照項目
- 2022年北京冬季オリンピック
- 太子城駅